# Trigonisca townsendi
Trigonisca townsendi là một loài Hymenoptera trong họ Apidae. Loài này được Cockerell mô tả khoa học năm 1911.